# Михайлово (Черниговская область)
Михайлово (укр. Михайлове) — бывшее село в Семёновском районе Черниговской области Украины. Население 9 человек. Занимает площадь 0,11 км². Михайлово расположено вдоль безымянного притока реки Лубянка.
Решением (30-я сессия) Черниговского областного совета 18 июня 2013 года село было снято с учёта.
Код КОАТУУ: 7424787006. Почтовый индекс: 15421. Телефонный код: +380 4659.

## Власть
Орган местного самоуправления — Хотиевский сельский совет. Почтовый адрес: 15421, Черниговская обл., Семёновский р-н, с. Хотиевка, ул. Озёрная, 81.